# Scudetto e trilobo Alfa Romeo

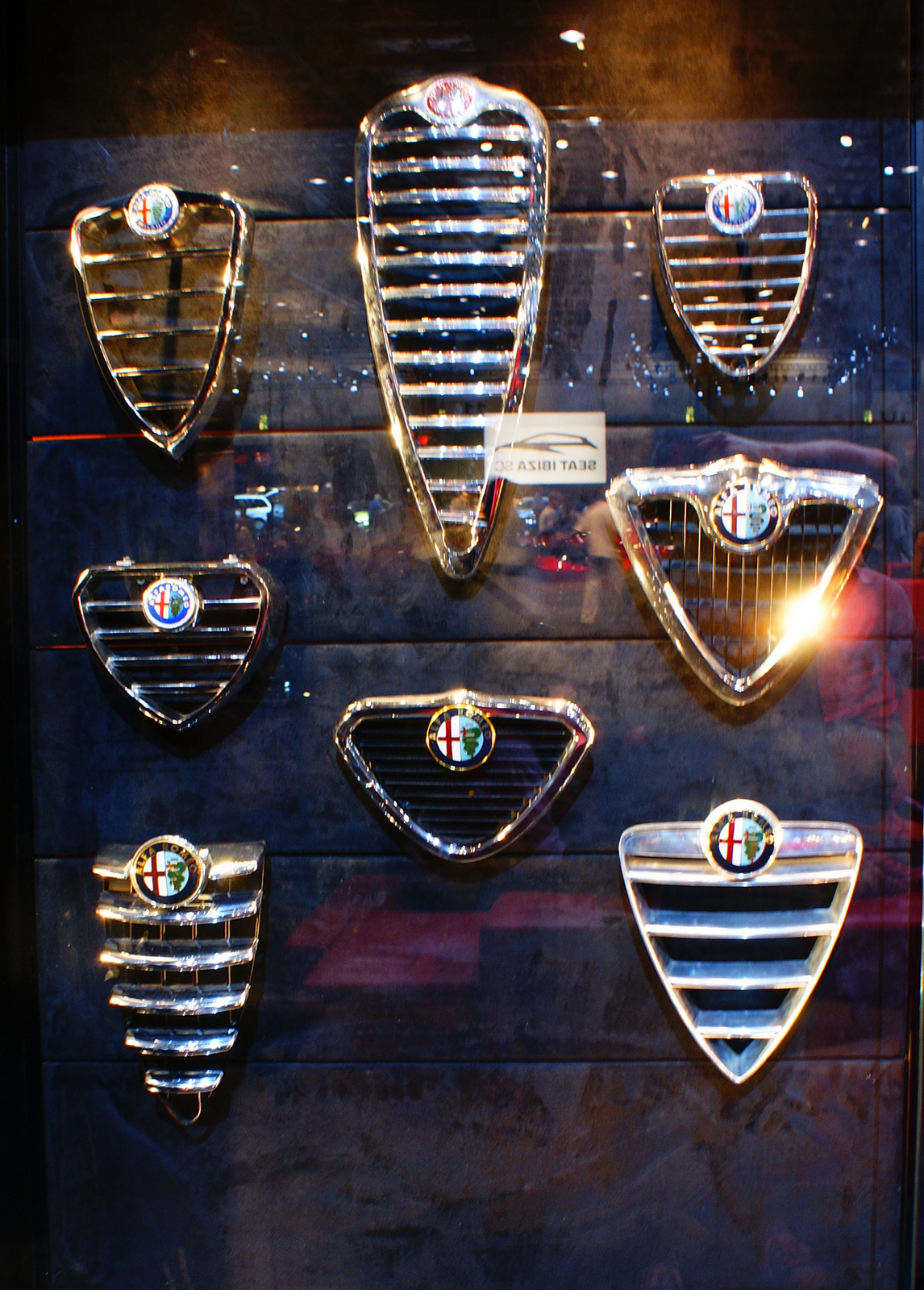
Una collezione di scudetti Alfa Romeo. In senso orario partendo dall'alto e dal centroː Alfa Romeo 6C 2500, Alfetta, 156, 159, 164, 147, Alfetta GT e Giulia Sprint GT

Lo scudetto e il trilobo Alfa Romeo sono due stilemi estetici che hanno caratterizzato e caratterizzano il frontale delle autovetture della casa del Biscione sin dagli anni 30 del XX secolo.

## Storia

### Lo scudetto

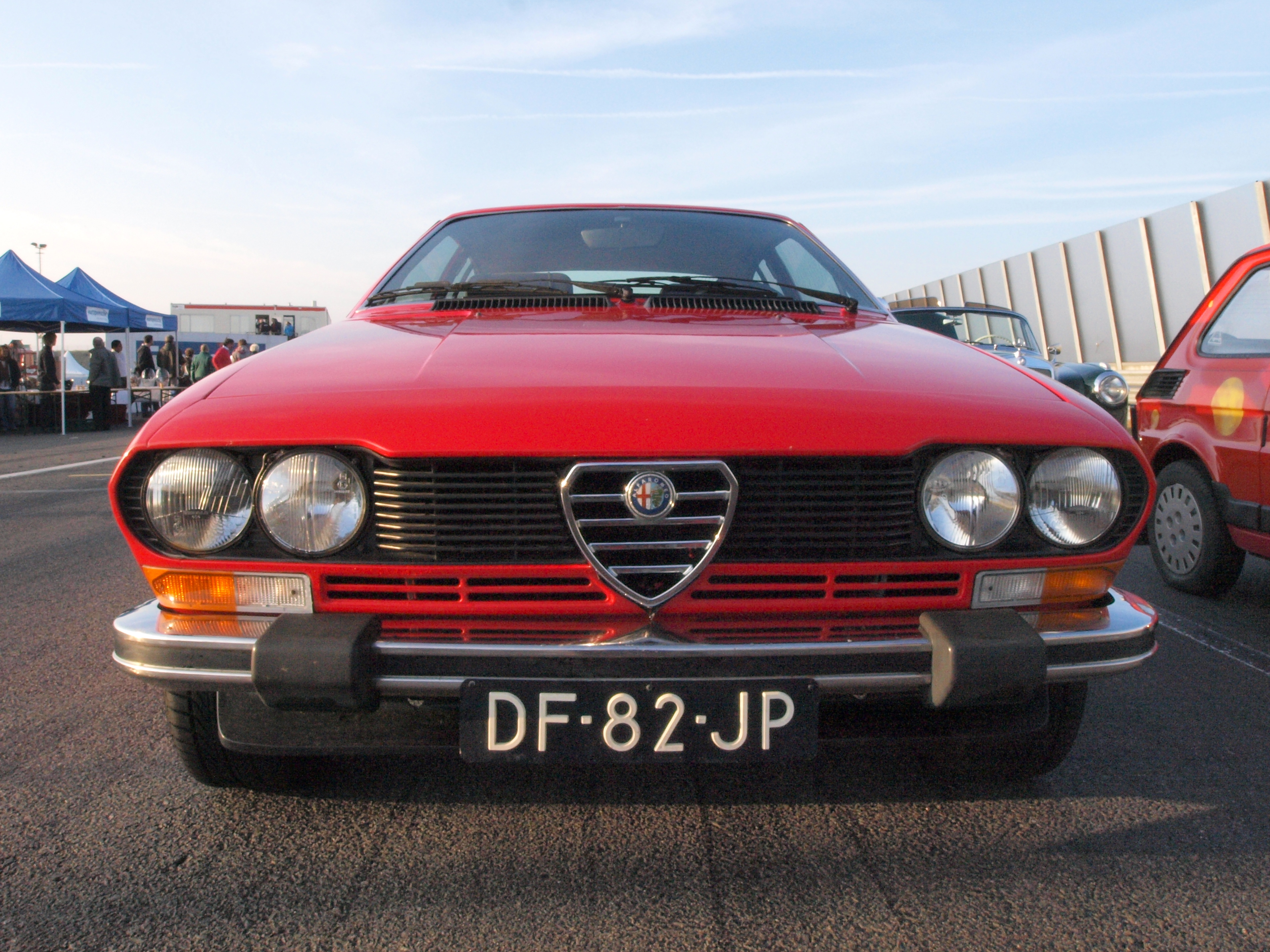
Il frontale di un'Alfetta GT del 1974, con lo scudetto ma privo del trilobo. Si notino le due semplici prese d'aria sulla calandra che sono posizionate lateralmente, sullo stesso piano e in continuità con lo scudetto

Lo scudetto nacque a metà anni 30, quando le Alfa Romeo col modello 6C 2300 passarono da un radiatore squadrato, simile a quello di molte altre marche, ad una nuova calandra anteriore sagomata. Questa griglia veniva montata sia sulle vetture berlina con Carrozzeria Alfa realizzate interamente dalla casa che sulle berlinette e le cabriolet realizzate dai più celebri carrozzieri dell'epoca, come Touring e Castagna. Quando nel 1937 l'Alfa Romeo cominciò a vendere gli autotelai della nuova 8C 2900 A e B anche questi vennero dotati di una calandra anteriore sagomata, simile a quella delle 6C, che rese riconoscibili le linee delle Alfa Romeo ancora realizzate dai carrozzieri, e quindi potenzialmente molto diverse tra loro, grazie ad una forma embrionale di family feeling.
Lo scudetto fu poi rielaborato sulle 6C 2500 realizzate durante la guerra dalla Carrozzeria Touring: tale versione aggiornata comparve per la prima volta su alcuni progetti del 1941. Questa versione dello scudetto, rispetto alla precedente, si presentava più sottile e allungata quasi triangolare.

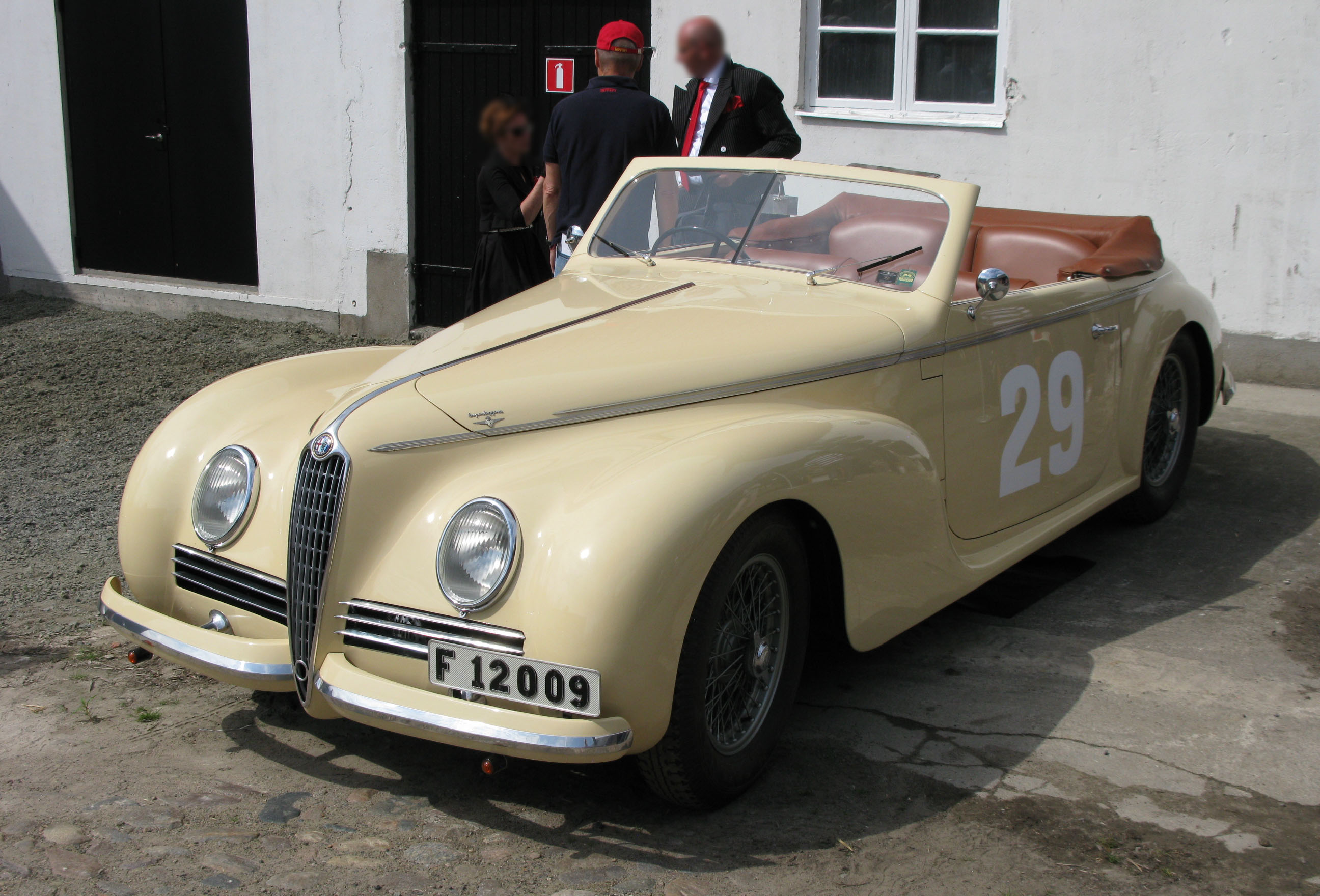
Un'Alfa Romeo 6C 2500 S Cabriolet Touring del 1942, una delle prime Alfa Romeo dotate dello scudetto triangolare

Sulle 6C 2500 postbelliche lo scudetto, ormai divenuto triangolare, venne adottato anche dalle Freccia d'Oro realizzate dalla casa a partire dal 1948 dopo esser stato inserito su tutti i progetti Alfa Romeo degli anni 40, come la 6C 2000 "Gazzella", vettura mai entrata in produzione a causa dello scoppio della seconda guerra mondiale.
Lo scudetto triangolare dopo il successo della Freccia d'Oro è stato poi confermato su tutti i modelli prodotti in seguito dall'Alfa Romeo e su tutti gli autocarri e i furgoni realizzati dalla casa del Portello.

### Il trilobo
Il medesimo stilema dello scudetto fu quindi confermato sulla Alfa 1900, ovvero sul primo nuovo modello prodotto dall'Alfa Romeo dopo la fine della seconda guerra mondiale. Sulla 1900 debuttò anche un frontale a tre aperture che in seguito fu definito "trilobo": le due aperture laterali, che erano collocate nella parte inferiore del muso, erano divise dalla presa d'aria centrale, che era rappresentata dallo scudetto. Sulle prese d'aria laterali della 1900 vennero poi montati due baffetti cromati che si sviluppavano orizzontalmente fino alla parte sottostante dei fanali anteriori.

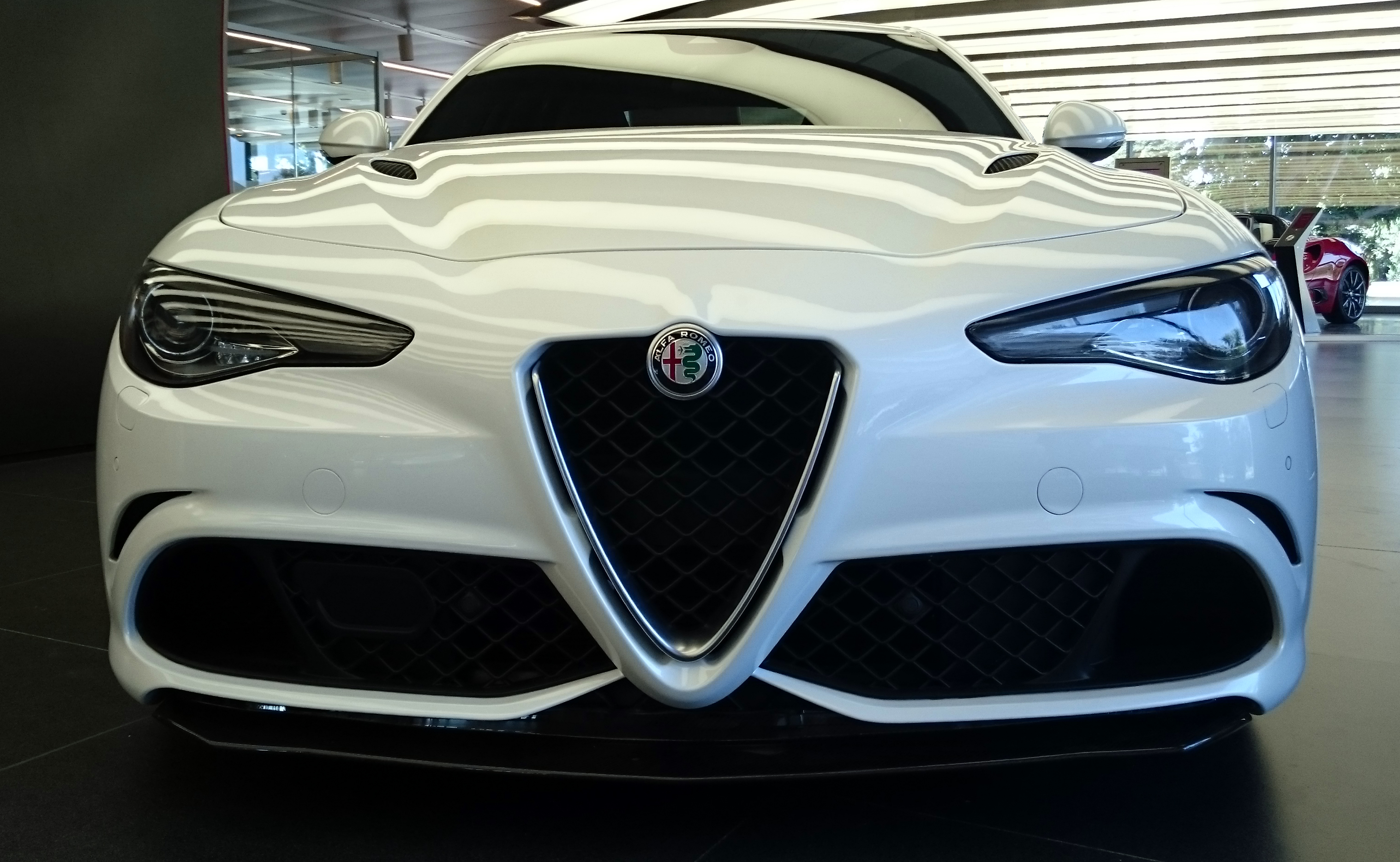
Lo scudetto e il trilobo di una Giulia Quadrifoglio del 2016; notare le due aperture laterali collocate nella parte inferiore, separato dallo scudetto triangolare

Il trilobo fu poi confermato nel 1955 sulla Alfa Giulietta, che sostituì la 1900, ma non venne previsto sulla Alfa Giulia del 1962 per lasciare spazio a prese d'aria laterali collocate sullo stesso piano dello scudetto e in continuità con esso: in altri termini le aperture laterali non erano distinte dalla presa d'aria centrale, ma rappresentavano una semplice griglia contigua allo scudetto. 
I modelli successivi, come ad esempio l'Alfetta, furono nuovamente caratterizzati dall'assenza del trilobo e dalla presenza di due aperture sulla calandra che erano posizionate lateralmente sempre sullo stesso piano dello scudetto e in continuità con esso, come sulla Giulia.
In seguito il trilobo riapparve in maniera discontinua: comparì ad esempio sulla Spider del 1995 per poi scomparire nel 1997 sulla Alfa 156 e essere di nuovo riproposto nel 2000 sulla Alfa 147.
Dalla seconda parte degli anni 2010 il trilobo caratterizza tutti i modelli del marchio del Biscione: si può infatti trovare sulla MiTo, sulla Giulietta, sulla 4C e sulla Giulia del 2016. In occasione del lancio di quest'ultima i responsabili della progettazione delle vetture dell'Alfa Romeo hanno dichiarato che il trilobo è tornato stabilmente sul frontale di tutti i modelli della casa milanese.

## Nella cultura di massa
Nel 2014 la Harrison Custom Guitar Works ha realizzato una chitarra elettrica ispirata allo storico scudetto Alfa Romeo. Lo strumento musicale è stato prodotto in undici unità: una per ogni decade di storia del marchio italiano. Il corpo chitarra riprende proprio il simbolico scudetto della casa di Arese, mentre l'idea è stata ispirata dal modello 4C.